# Ehespiele (Roman)
Ehespiele  (Originaltitel: Gry małżeńskie) ist ein Roman von Maria Nurowska. Er erschien erstmals 1994. Die deutschsprachige Übersetzung von Albrecht Lempp erschien 1995.

## Inhalt
Die Schriftstellerin Daria Konieczna hat ihren Mann Edward ermordet. Sie kommt in ein Frauengefängnis. Obwohl es dort anfangs für sie schwierig ist, freundet sie sich mit ihren Mitgefangenen Iza und Agata an. Im Gefängnis darf sie in der Bibliothek arbeiten. Es gibt dort zwar nur eine beschränkte Auswahl an guten Büchern, aber sie findet auch Klassiker wie „Die drei Musketiere“. Außerdem stößt sie auf das „Traumbuch“ von Tadeusz Konwicki, ein Werk, das im sozialistischen Polen verboten war und das Iza gehört hat. Schließlich findet sie auch ein Exemplar ihres eigenen Romans. Später erfährt Daria, dass Iza alle ihre Werke gelesen hat.
Daria erinnert sich im Gefängnis an ihre Kindheit und an ihre belarussischen Verwandten, die sie in der Tradition der Orthodoxie erzogen haben. Ihre Zeit mit Edward war von ehelicher Untreue geprägt, aber am meisten verletzte Daria die Geringschätzung ihrer schriftstellerischen Leistung.
Am Tag ihrer Entlassung bemerkt sie, dass sie nun Iza mit anderen Augen sieht.

## Kritik
„Maria Nurowska beschreibt in ihrem geschickt komponierten Roman den Krieg der Geschlechter und zeichnet mit großer Sensibilität das Psychogramm einer Ehe.“

## Ausgaben
- Maria Nurowska: Ehespiele, Fischer-Taschenbuch, Frankfurt am Main 1999, ISBN 3-596-14381-0.